# Børglum Kirke
Børglum Kirke er en kirke i Børglum i Vendsyssel. Den er opført 1937 efter tegning af arkitekt Bertel Jensen, som også stod for den nærliggende Vittrup Kirke.